# 長谷川法世
長谷川法世（1945年9月6日—），日本漫畫家。

## 經歷
福岡市博多區出身，自福岡高等學校畢業後曾為了參加大學考試至東京，但最後立志當漫畫家而回到福岡。1968年以〈正午の教会へ〉獲得COM的月例新人賞。1972年以《痴連》正式出道。
長谷川熱愛故鄉的風土人情，作品多以福岡為背景。1980年以《博多っ子純情》、《がんがらがん》榮獲第26屆小學館漫畫賞，同年榮獲博多町人文化勲章。2006年榮獲福岡市文化賞，翌年榮獲福岡縣文化賞。 